# BgC3
Gates Ventures — американская компания, основанная Билом Гейтсом в 2008 году. Гейтс заявил, что новая компания будет малым бизнесом, а штат компании не превысит 40-60 человек. С 2018 года название изменено на Gates Ventures.

## История
Основатель Microsoft Билл Гейтс покинул пост главы компании 27 июня 2008 года, оставшись при этом крупнейшим держателем акций (8,7 % акций Microsoft) и председателем совета директоров. Ранее Гейтс говорил, что после ухода со своего поста он намерен целиком посвятить себя управлению благотворительным Фондом Билла и Мелинды Гейтс.
Однако, в октябре 2008 года, в городе Керкленд (штат Вашингтон, США) Билл Гейтс зарегистрировал свою третью компанию под названием «Carillon Holdings». В действительности компания Carillon Holdings(bgC3) была основана в марте 2008 года Формально название сменилось в начале июля, десять дней спустя после того, как Билл Гейтс отошел от активного управления Microsoft.
В начале июля компания официально изменила своё название на «bgC3». Непроверенные источники утверждают, что «bgC3» означает Bill Gates Company Three (Третья компания Билла Гейтса). Инсайдерский источник говорит о том, что это предположение верно лишь отчасти. «С» в названии означает «Catalyst» — «катализатор», в то время как «bg» — действительно «Bill Gates», который возьмёт на себя роль «катализатора» в «химической реакции» объединения новых людей и разработок. «3» означает третье место, то есть не Microsoft и не Bill & Melinda Gates Foundation, а нечто новое. Объявлено, что это будет исследовательский центр, в задачи которого будет входить предоставление научных и технологических услуг, работа в области аналитики и исследований, а также создание и разработка программного и аппаратного обеспечения. bgC3 управляется Ларри Коэном, бывшим руководителем Microsoft, который является её управляющим партнером. Нынешний управляющий директор — Ниранджан Бозе.
В 2018 компания была переименована в Gates Ventures.